# 王渉
王 渉（おう しょう、? - 23年）は、中国の前漢末期から新代にかけての武将・政治家。冀州魏郡元城県委粟里の出身。父は王莽の叔父の曲陽侯王根。王莽の従弟にあたる。

## 事跡
| 姓名           | 王渉                                                         |
| 時代           | 前漢時代 - 新代                                              |
| 生没年         | 生年不詳 - 23年（地皇4年）                                   |
| 字・別号       | 〔不詳〕                                                     |
| 本貫・出身地等 | 冀州魏郡元城県委粟里                                         |
| 職官           | 衛将軍〔新〕                                                 |
| 爵位・号等     | 直道侯〔新〕→直道公〔新〕                                    |
| 陣営・所属等   | 王莽                                                         |
| 家族・一族     | 父:王根 一族：王莽〔従兄弟〕 王舜〔又従兄弟〕 王邑〔従兄弟〕 |

天鳳5年（18年）、直道侯の地位にあった王渉は衛将軍に任命され、また、王莽は王根がかつて自分を引き立ててくれた恩を思っていたため、王渉は直道公に昇格した。
地皇4年（23年）6月、大司空王邑率いる新の主力部隊が、昆陽で劉秀（後の光武帝）率いる漢軍に殲滅され、大司徒王尋も戦死した。新の滅亡が近づく中で、王渉は、日頃世話をしていた道士西門君恵から「天文によれば劉氏が当に復興しようとしています。国師公（劉歆）の姓名はこれにあたります」旨の進言を受け、これを信じる。そして、大司馬董忠と共謀して、劉歆を説得して皇帝に擁立し、挙兵しようとした。しかし劉歆は、天文観察によれば東方の軍隊（更始帝、劉秀らの荊州の漢軍）が成功するだろうと述べ、消極的な姿勢を示す。そこで王渉は計画を変更し、王莽を捕え、荊州の漢軍に投降することを劉歆に持ちかけ、劉歆もこれに応じた。
しかし、董忠配下の司中大贅・起武侯孫伋が王莽に密告して、王渉らの陰謀は露見してしまう。王莽の指図により董忠は宮中で誅殺され、王渉と劉歆は自殺して果てた。王莽は、王渉が親族、劉歆が古くからの部下であることから、政権の内部崩壊を恐れ、この事件を公開しようとしなかった。